# Hoploscopa subvariegata
Hoploscopa subvariegata là một loài bướm đêm trong họ Crambidae.